# Zichron Tuvja
Zichron Tuvja (hebrejsky: זכרון טוביה) je městská čtvrť v centrální části Jeruzaléma v Izraeli.

## Geografie
Je součástí širšího zastavěného distriktu zvaného Lev ha-ir (Střed města), který zaujímá centrální oblast Západního Jeruzaléma a v jeho rámci tvoří spolu s dalšími menšími obytnými soubory podčást zvanou Nachla'ot. Rozkládá se na ploše vymezené ulicemi Agrippas, Becalel, Šilo a Ezra Rafa'el. Centrem čtvrti je ulice Zichron Tuvja. Na severu hraničí s čtvrtí Machane Jehuda. Leží v nadmořské výšce cca 800 metrů, cca 2 kilometry západně od Starého Města. Populace čtvrti je židovská.

## Dějiny
Byla založena roku 1890 coby malé židovské předměstí budované jako mnoho dalších v rámci hnutí Útěk z hradeb. Šlo o malý obytný soubor soustředěný okolo jedné centrální ulice. Název je odvozen od biblického citátu z knihy Žalmů 145,7: „Budou šířit vše, co připomíná tvoji velkou dobrotivost, budou jásat, jak jsi spravedlivý.“